# Stor-Acktjärnen, Dalarna
Stor-Acktjärnen är en sjö i Malung-Sälens kommun i Dalarna och ingår i Dalälvens huvudavrinningsområde. Sjön har en area på 0,0954 kvadratkilometer och ligger 488,1 meter över havet.

## Delavrinningsområde
Stor-Acktjärnen ingår i det delavrinningsområde (678616-137004) som SMHI kallar för Ovan 678146-137112. Medelhöjden är 508 meter över havet och ytan är 19,57 kvadratkilometer. Det finns inga avrinningsområden uppströms utan avrinningsområdet är högsta punkten. Ögan som avvattnar avrinningsområdet har biflödesordning 5, vilket innebär att vattnet flödar genom totalt 5 vattendrag innan det når havet efter 451 kilometer. Avrinningsområdet består mestadels av skog (40 procent) och sankmarker (50 procent). Avrinningsområdet har 0,1 kvadratkilometer vattenytor vilket ger det en sjöprocent på 0,5 procent.